# Edge (lutador)
Adam Joseph Copeland (Orangeville, 30 de outubro de 1973), é um lutador de luta livre profissional e ator canadense. Ele trabalha atualmente para a All Elite Wrestling, sob o nome de ringue Cope.
Copeland foi treinado por Sweet Daddy Siki e Ron Hutchinson. Durante a década de 1990, ele lutou em várias promoções independentes. Nessas promoções ele atuou tanto individualmente como em equipes, juntamente com seu amigo de longa data Christian. Em 1997, Copeland assinou um contrato de desenvolvimento com a WWF e começou a competir para a companhia mais tarde naquele ano; ele fez sua estreia televisionada em junho de 1998 com o nome Edge. Em julho de 1999, ele ganhou o WWF Intercontinental Championship em um evento ao vivo em Toronto, fazendo desta a sua primeira conquista na promoção. Ele e Christian, anunciado como irmãos e amigos de infância em histórias na WWF/WWE, ganharam juntos o WWF Tag Team Championship em sete ocasiões diferentes. Durante esse tempo, eles ganharam notoriedade na divisão de duplas, principalmente depois de suas participações em lutas Tables, Ladders, and Chairs.
Edge ganhou um total de 31 campeonatos na WWE, incluindo 11 títulos mundiais (o WWE Championship quatro vezes e o World Heavyweight Championship por sete vezes, o recorde de reinados), cinco vezes o Intercontinental Championship, uma o United States Championship e 14 vezes campeonatos de duplas (um recorde de 12 conquistas do World Tag Team Championship e duas vezes o WWE Tag Team Championship), fazendo dele o 14º lutador a completar a tríplice coroa e sétimo a realizar o Grand Slam. Edge ainda ganhou o torneio King of the Ring de 2001, a primeira luta Money in the Bank em 2005, bem como o combate Royal Rumble em 2010, fazendo dele o primeiro lutador da história da WWE a obter todas essas conquistas. Ele também encabeçou vários eventos pay-per-view da WWE, incluindo o WrestleMania XXIV. Ele foi introduzido ao WWE Hall of Fame por Christian em 2012. Críticos e fãs consideram Edge como um dos maiores lutadores profissionais e um dos mais condecorados de todos os tempos. Após 9 anos sem lutar, Edge retornou aos ringues no Royal Rumble 2020, sendo eliminado por Roman Reigns.
Fora da luta livre profissional, Copeland apareceu nos filmes Highlander: Endgame e Bending the Rules. Ele também já fez aparições especiais em programas de televisão como The Weakest Link, Mind of Mencia, Deal or No Deal e MADtv. Ele atualmente aparece na série Haven da SyFy como um personagem recorrente chamado Dwight Hendrickson. Ele também aparece na série Vikings como um colono na Islândia.

## Infância e adolescência
Copeland nasceu em 30 de outubro de 1973, em Orangeville, Ontário, Canadá, filho de Judy Copeland, uma mãe solteira, que trabalhava em dois empregos para sustentá-lo. Até hoje, nunca conheceu seu pai, nem viu alguma foto dele. Desde cedo, interessou-se no wrestling profissional. Seus lutadores favoritos eram Mr. Perfect, Randy Savage, Hulk Hogan, Ricky Steamboat, Shawn Michaels e Bret Hart. Com 18 anos, Copeland ganhou um concurso de redação, do Sully's Gym, que oferecia treinamento wrestling gratuitamente a quem pudesse escrever um bom texto explicando por que eles gostariam de se tornar um lutador profissional. Vitorioso, Adam foi treinado por Sweet Daddy Siki and Ron Hutchinson, em Toronto. Copeland colocou suas aspirações de wrestling de lado para ajudar a pagar as contas. Trabalhou em vários empregos e decidiu ir para o Humber College, onde se graduou com um diploma de radio difusão.

## Carreira no wrestling profissional

### Antes da WWF/E
Adam Copeland começou lutando em companhias independentes na região de Ontário. Ele também lutou em uma região dos Estados Unidos chamada Great Lakes, com o nome de Sexton Hardcastle, e fez parte de uma tag-team muito bem sucedida chamada "Sex and Violence", onde era parceiro de Joe Legend. No ano de 1997 a dupla se tornou parte de uma stable conhecida como "Thug Lige", com o seu grande amigo Christian, Bloody Bill Skullion e Rhino Richards. Na sua carreira independente, Copeland ganhou o SSW Tag title e também venceu o ICW Street Fight Tag title com Christian.
Copeland se uniu à Reso em uma dupla chamada "Hard Impact", mas logo mudaram o nome para "The Suicide Blondes". No ano de 1996, Copeland e Reso foram lutar no Japão com o nome de "Canadian Rockers". Copeland também trabalhou com o nome de Damon Striker numa edição do WCW Pro com Meng e Kevin Sullivan. Na sua biografia, Copeland diz que aquele foi o pior nome que já usou em sua carreira.

### World Wrestling Federation / Entertainment / WWE (1998-2012)

#### Estréia; Edge & Christian  (1998–2001)
Em 1998, Adam Copeland assinou um contrato com a World Wrestling Federation, estreando oficialmente no dia 22 de junho do mesmo ano, numa edição do Raw is War sob o nome de "Edge", um personagem solitário que entrava pelo público e que andava pela cidade atacando pedestres. Sua primeira luta foi contra Jose Estrada, Jr., acabando em count out após um movimento de Edge causar uma lesão no pescoço de Estrada. A sua estreia em um evento em pay-per-view foi no SummerSLam, onde se uniu à Sable, como um parceiro misterioso, derrotando a dupla de Marc Mero e Jacqueline.

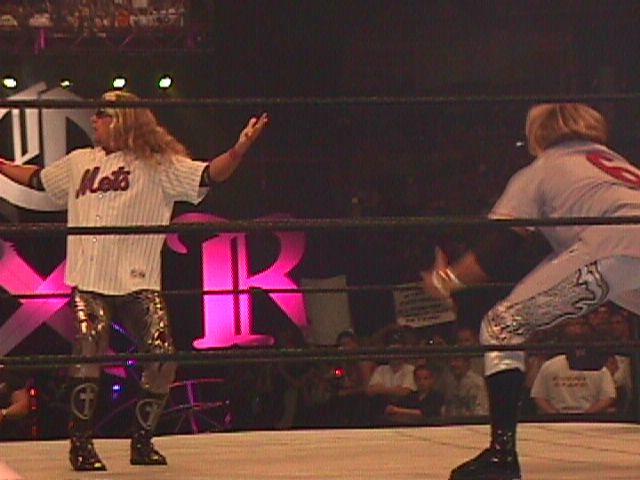
Edge & Christian no King of the Ring 2000.

Edge foi, então, colocado em uma rivalidade com o lutador "vampiro" Gangrel. Durante a rivalidade, Gangrel apresentou Christian Cage (agora conhecido apenas como "Christian"), o, na história, irmão de Edge e seu aliado. Eventualmente, Gangrel e Christian convenceram Edge a se juntar a eles, formando um grupo conhecido como The Brood. Os membros de The Brood acabaram sendo sequestrados e convertidos pelo Ministry of Darkness de The Undertaker. Em maio de 1999, a Brood se separou do Ministry após Christian ser atacado por Ken Shamrock, sendo obrigado a revelar o cativeiro da sequestrada Stephanie McMahon. The Undertaker decidiu punir Christian, mas Edge e Gangrel o defenderam, traindo Undertaker e criando uma rivalidade com o Ministry.
Edge ganhou seu primeiro título individual, o WWF Intercontinental Championship, em 24 de julho de 1999 ao derrotar Jeff Jarrett em um evento não-televisionado em Toronto, Ontario. Ele perdeu o título na noite seguinte, no Fully Loaded, para Jarrett.
Mais tarde no ano, Edge foi colocado com Christian em uma história com The Hardy Boyz (Matt e Jeff). Logo, no entanto, Gangrel traiu The Brood, formando a New Brood com os Hardys. As duas duplas competiram em uma luta de escadas no No Mercy em outubro pelos serviços de manager de Terri Runnels e por $100,000, mas os Hardy Boyz acabaram vencendo. No WrestleMania 2000 em 2 de abril, Edge e Christian derrotaram os Hardy Boyz e os Dudley Boyz (Bubba Ray e D-Von) para ganhar o WWF Tag Team Championship em uma Triangle Ladder match, que acabou dando origem à luta Tables, Ladders, and Chairs (TLC).
Após essa vitória, Edge e Christian encontraram sucesso como uma dupla de vilões, mudando seus personagens de góticos para uma dupla de "caras legais" cômicos, ganhando o WWF Tag Team Title mais seis vezes (em um total de sete). Durante esse período, a marca registrada da dupla era a "pose de cinco segundos" ("five second pose"), quando os dois posariam por cinco segundos no ringue "para aqueles com fotografias com flash", para insultar e zombar da platéia. Eles também competiram nas três primeiras lutas TLC, vencendo as duas primeiras contra os Dudley Boyz e os The Hardy Boyz, no SummerSlam em 2000 e depois no WrestleMania X-Seven. No Royal Rumble de 2001, Edge e Christian foram derrotados pelos Dudley Boyz e perderam o World Tag Team Championship. Eles não conseguiram reconquistar os títulos no No Way Out contra os Dudley Boyz e os Brothers of Destruction (The Undertaker e Kane), mas conseguiram ganhar os títulos novamente no WrestleMania X-Seven contra os Dudley Boyz e os Hardyz na segunda luta TLC.

#### Lutas individuais (2001–2004)
Edge se consagrou como lutador individual ao vencer o torneio King of the Ring em 2001. Christian traiu Edge logo depois, e os dois entraram em uma rivalidade pelo Intercontinental Championship que Edge ganhara no SummerSlam e mais tarde perdeu para Christian no Unforgiven, no entanto, Edge reconquistou o título mais tarde no No Mercy 2001. Após isso, Edge perdeu o Intercontinental Championship para Test e logo depois ganhou o WCW United States Championship de Kurt Angle. Edge derrotou Test no Survivor Series para unificar o Intercontinental Championship com o U.S. Championship.
No ano seguinte, Edge entrou em uma rivalidade com William Regal pelo Intercontinental Championship. Edge, no entanto, perdeu o título no Royal Rumble e não conseguiu conquistar mais o título. No WrestleMania X8, Edge enfrentou Booker T em decorrência de Edge ter zombado de Booker por uma propaganda que ele teria feito para um shampoo japonês. Logo após derrotar Booker no WrestleMania, Edge foi transferido para o SmackDown! na primeira WWE Draft Lottery. Logo que chegou, Edge entrou em uma nova rivalidade com Kurt Angle, que culminou com Edge raspando a cabeça de Angle após uma onde o perdedor deveria fazê-lo no Judgment Day em maio. Dois meses depois, Edge venceria o WWE Tag Team Championship (depois renomeado World Tag Team Championship) com Hulk Hogan em 4 de julho 2002.Pórem,perdeu os títulos para Lance Storm e Christian.Ele, então, formou uma dupla com Rey Mysterio; os dois participaram de um torneio exclusivo do SmackDown! que coroaria os novos WWE Tag Team Champions. Eles perderam as finais do torneio para Kurt Angle e Chris Benoit no No Mercy. Após falhar em ganhar os títulos, Mysterio e Edge derrotaram Los Guerreros no SmackDown! de 24 de outubro, ganhando uma chance pelos títulos. No SmackDown! de 7 de novembro eles derrotaram Angle e Benoit em uma luta Two Out of Three Falls, ganhando o Tag Team Championship. Eles logo perderam os títulos para Los Guerreros em uma luta de eliminação que também envolveu Angle e Benoit no Survivor Series. Depois da perda, Edge e Mysterio se separaram.
Em fevereiro de 2003, Edge sofreu uma lesão no pescoço, que obrigou-lhe a submeter-se a uma cirurgia. A recuperação o manteve fora dos ringues por quase um ano. Ele foi mandado para o Raw no WWE Draft após o WrestleMania XX e voltou logo após o evento. Em 19 de abril de 2004, ele e Chris Benoit ganharam o World Tag Team Championship. Eles continuaram a dupla mesmo após perderem os títulos, mas logo se separaram quando Edge ganhou o Intercontinental Championship de Randy Orton no Vengeance. Edge acabou sofrendo uma lesão na virilha em um show não-televisionado, assim, tendo seu título vago pelo Gerente Geral do Raw Eric Bischoff.

#### Disputas pelo World Heavyweight Championship (2004–2005)
Ao retornar, Edge voltou a se tornar um vilão, caracterizada por sua obsessão pelo World Heavyweight Championship. Edge, Chris Benoit e Shawn Michaels receberam uma chance pelo título de Triple H no Taboo Tuesday em outubro de 2004. Michaels foi votado pelos telespectadores e recebeu a luta pelo título, dando à Edge e Benoit uma luta pelo título de duplas. Durante a luta, Edge abandonou seu parceiro (mesmo assim Benoit conseguiu ganhar os títulos sozinho), interferindo na luta pelo título e custando a chance de Michaels. No Raw de 1 de novembro, Edge e Benoit perderam o World Tag Team Championship com Edge novamente abandonando Benoit. Após a conclusão da luta, Edge atacou Benoit. Mais tarde, ambos Edge e Benoit participaram de uma battle royal por uma luta pelo World Heavyweight Championship, mas acabaram empatando quando os dois se eliminaram simultaneamente. Triple H, então, foi forçado a defender seu título em uma luta Triple Threat. Na luta, Edge desistiu ao mesmo tempo em que fez o pinfall em Benoit, fazendo com que a luta acabasse em outro empate. Como resultado, o World Heavyweight Championship se tornou vago no Raw seguinte.
Em janeiro de 2005, Edge competiu em sua primeira Elimination Chamber no New Year's Revolution pelo vago World Heavyweight Championship. Shawn Michaels (o juíz convidado) aplicou um chute em Edge em retaliação a um spear acidental, causando a eliminação de Edge. Mais tarde naquele mês Edge derrotou Michaels no Royal Rumble. No WrestleMania 21, Edge venceu a primeira Money in the Bank ladder match, ganhando um contrato que lhe garantia uma luta pelo World Heavyweight Championship quando ele quisesse pelo tempo de um ano.
Mesmo já um vilão, Edge conseguiu mais ódio dos fãs devido a sua adúltera relação com a WWE Diva Amy Dumas, conhecida como Lita. Dumas era namorada do amigo Edge na vida real, Matt Hardy. Quando se lesionou, ficando fora de ação por um tempo, começando, nesse período, uma relação com Edge enquanto Dumas ainda namorava Hardy. Logo que o incidente se tornou de conhecimento público, a WWE demitiu Hardy, o que levou ainda mais ódio à Edge e Dumas. Quando Edge retornou, no entanto, a situação real se tornou parte de uma história.
Na história, Lita traía seu marido Kane com Edge, que culminou em uma luta Stretcher vencida por Edge. Kane, logo depois, aplicou um Tombstone Piledriver em Lita. No Raw de 11 de julho, uma luta entre Kane e Edge foi interrompida por Hardy. A situação foi um acontecimento real, com Hardy chamando Edge de "Adam" e ameaçando Lita. Quando Hardy foi oficialmente levado de volta ao Raw, ele e Edge continuaram sua rivalidade, que culminou em uma luta no SummerSlam, onde Edge derrotou Hardy, causando perda excessiva de sangue do mesmo. Eles também competiram em uma Street Fight que resultou em No-Contest. Eles também se enfrentaram em uma luta Steel cage no Unforgiven em setembro,  na qual Hardy derrotou Edge. A rivalidade terminou em uma luta da qual o perdedor deveria deixar o Raw no WWE Homecoming em 3 de outubro. Edge venceu a luta, obrigando Hardy a ir para o SmackDown!.
Logo depois de sua vitória no Homecoming, Edge sofreu uma lesão que lhe deixou de fora de lutas por várias semanas. Durante o tempo que ficou fora, ele começou a apresentar seu próprio talks how no Raw, chamado The Cutting Edge, se alto-proclamando o "Rated-R Superstar". Ele usou o programa para iniciar uma rivalidade com Ric Flair após uma prisão de Flair. Edge passou a usar o The Cutting Edge para zombar de Flair, até que o mesmo apareceu e atacou Edge.

#### Campeão da WWE (2006)

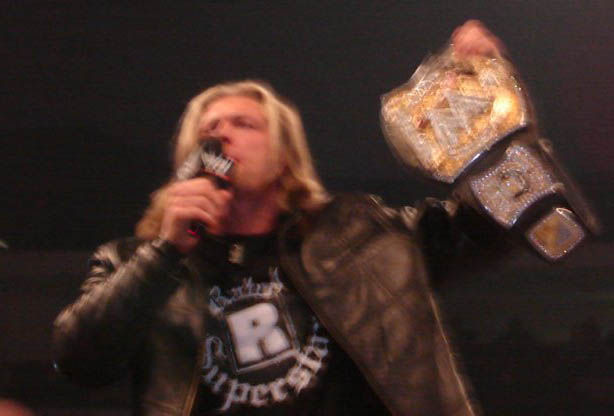
Edge durante seu segundo reinado como Campeão da WWE.

Edge e Ric Flair se encontraram formalmente no New Year's Revolution em 2006 em uma luta pelo Intercontinental Championship de Flair, a qual acabou com Flair retendo seu título após Edge ser desqualificado. Mais tarde naquela noite, após a conclusão da última luta da noite, a Elimination Chamber, o presidente da WWE Vince McMahon apareceu no palco e anunciou que o Campeão da WWE John Cena teria que defender o WWE Championship logo após retê-lo. Como resultado, Cena foi forçado a defender o título contra Edge, que fez o cash-in do seu contrato da Money in the Bank. Edge derrotou Cena em menos de dois minutos, se tornando Campeão da WWE pela primeira vez. Em uma entrevista conduzida após o evento, no WWE.com, Edge anunciou que ele e Lita fariam sexo no meio do ringue no Raw da noite seguinte para celebrar sua vitória. No Raw, Edge e Lita quase transaram, mas foram interrompidos por Flair. Flair, no entanto, acabou recebendo um con-chair-to na mesa dos comentaristas até que Cena o salvou, aplicando um FU em Lita. A "Celebração de Sexo ao Vivo" ("Live Sex Celebration") deu ao Raw uma audiência de 5.2, a maior por mais de um ano, levando Edge a se auto-intitular o campeão mais visto de todos os tempos.
Três semanas depois, no Royal Rumble, Edge perdeu o WWE Championship para Cena. Ele perdeu uma revanche em outro episódio de Raw, culpando o juíz da luta, Mick Foley, o acusando de ser parcial, o atacando. No Saturday Night's Main Event, Foley se vingou, atacando Edge com um con-chair-to. Eles se enfrentaram no WrestleMania 22 em abril, onde Edge derrotou Foley em uma luta Hardcore ao utilizar seu spear, jogando Mick contra uma mesa em chamas, também sofrendo queimaduras.
Após sua rivalidade com Foley, Edge novamente desafiou John Cena pelo WWE Championship. Triple H estava envolvido em uma rivalidade com Cena na época, o que resultou em uma luta Triple Threat no Backlash, onde Cena fez o pinfall em Triple H para reter o título. Após o Backlash, Edge continuou sua rivalidade com Mick Foley quando os dois entraram em uma luta Triple Threat Hardcore. Foley, no entanto, traiu seu amigo Tommy Dreamer com a ajuda de Edge. Edge e Foley proclamaram que, pela brutalidade de sua luta no WrestleMania, eles eram os verdadeiros Hardcore Champions. No One Night Stand, Edge, Foley e Lita derrotaram Dreamer, Terry Funk e Beulah McGillicutty em uma luta de duplas sem desqualificações. No mesmo evento, Edge interferiu na luta pelo WWE Championship entre Cena e Rob Van Dam, ajudando o último a ganhar o título. Edge enfrentou Van Dam pelo título no Vengeance, mas perdeu a luta.

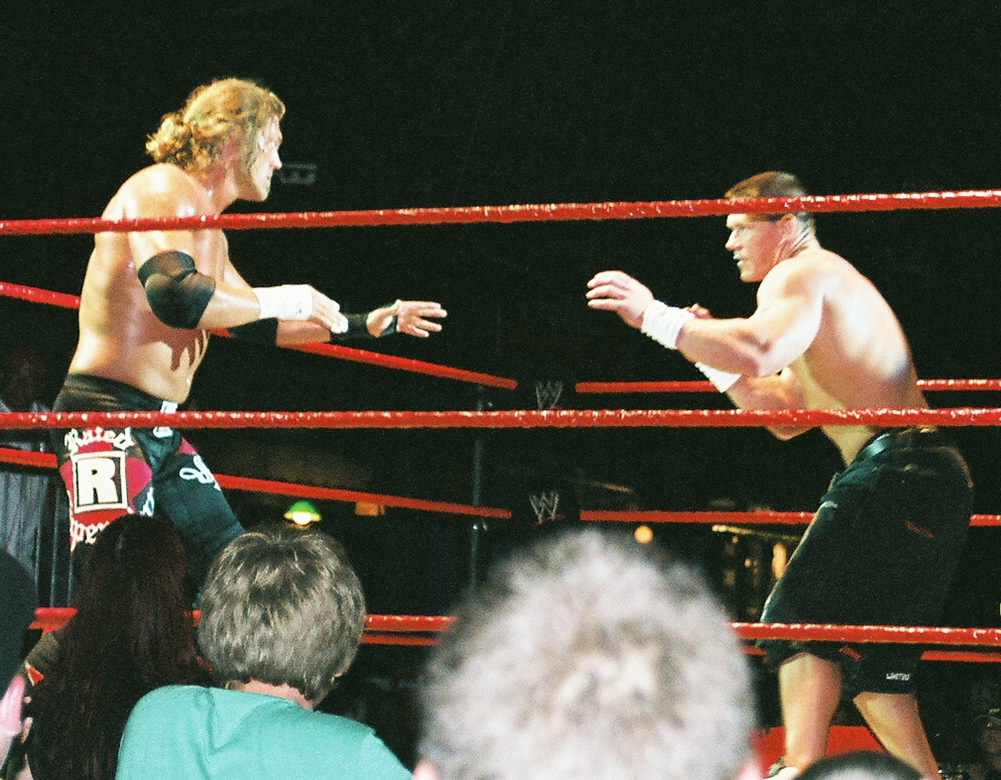
Edge enfrentando John Cena.

Duas semanas depois, no Raw, Edge fez o pinfall em Van Dam em uma luta Triple Threat, após atacar Cena com o cinturão, se tornando Campeão da WWE pela segunda vez. No Saturday Night's Main Event, Edge se desqualificou da luta de propósito, retendo o título. Uma luta foi marcada para o SummerSlam com a estipulação de que se Edge se autodesqualificasse, perderia o título. No evento, Edge usou um soco-inglês para derrotar Cena. Na noite após o SummerSlam, Lita jogou o título customizado de Cena no Long Island Sound sob as ordens de Edge, que declarou o fim da "Era de Cena". Edge revelou o novo design "Rated R" do cinturão. Cena, no entanto, interferiu na luta entre Edge e Jeff Hardy na mesma noite, perseguindo e jogando Edge no Long Island Sound. Na semana seguinte, Cena fez um acordo com Edge: se Edge conseguisse derrotá-lo pelo WWE Championship, ele se transferiria para o SmackDown!. Edge aceitou, com a condição de que a luta fosse uma luta TLC no Unforgiven na cidade natal de Edge, Toronto. Ele perdeu a luta e o título. Em um ponto da luta, Cena prendeu Edge em um movimento de submissão, mais tarde, Edge revelou que foi a única vez em que ele ficou inconsciente durante uma luta.

#### Rated-RKO; Campeão Mundial dos Pesos-Pesados (2006–2007)

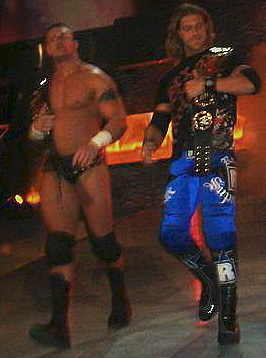
Rated-RKO, Randy Orton e Edge, como World Tag Team Champions.

Em 2 de outubro de 2006, no Raw, uma interferência da recém-reformada D-Generation X (DX) (Triple H e Shawn Michaels) custou a Edge sua "última chance" pelo WWE Championship de Cena em uma luta Steel Cage, apesar de sua inteferência ter sido uma resposta a de Lance Cade e Trevor Murdoch, levou Edge a propor uma aliança a Randy Orton contra DX. Os dois formaram a dupla conhecida como Rated-RKO. Rated-RKO foi a primeira dupla a derrotar a DX desde sua reformação, e logo se tornaram World Tag Team Champions, fazendo Edge um recordista, então com 11 World Tag Team Championships em sua carreira.
Como parte da história, Rated-RKO atacou Ric Flair com cadeiras para enfurecer DX em 27 de novembro. No New Year's Revolution em janeiro de 2007, Rated-RKO enfrentou DX para defender seus títulos, mas o combate acabou em empate devido a uma lesão real de Triple H. Com Triple H fora, a dupla continuou sua rivalidade com o membro restante, Shawn Michaels, que se uniu a Cena para ganhar os títulos de Rated-RKO em 29 de janeiro de 2007. Edge e Orton sofreram uma série de perdas para Cena e Michaels nos meses seguintes, passando a odiar um ao outro. Edge e Orton se tornaram rivais para conseguir o WWE Championship. Nenhum dos dois conseguiu o título, já que perderam uma luta Triple Threat para Cena em abril.
Em 7 de maio de 2007, no Raw, Edge derrotou Mr. Kennedy para ganhar seu contrato da Money in the Bank (Kennedy havia sofrido uma lesão antes da luta), making Edge a two-time Money in the Bank holder. No SmackDown! de 11 de maio, Edge fez o cash-in de seu contrato em The Undertaker, logo após o campeão sair vitorioso de uma luta contra Batista em uma luta Steel Cage. Após a luta, Mark Henry atacou The Undertaker. Enquanto Henry saia, Edge fez seu cash-in e derrotou The Undertaker, ganhando, então, seu primeiro World Heavyweight Championship. Graças a sua vitória, Edge foi transferido para o SmackDown!, começando uma rivalidade com Batista e o derrotando no Judgment Day, em uma luta Steel Cage no One Night Stand, e uma terceira vez no Vengeance. Edge entrou em uma rivalidade com Kane após o Gerente Geral do SmackDown! Theodore Long anunciar Kane como o desafiante pelo título de Edge. Edge foi forçado a desistir do título após uma lesão em 20 de julho, no SmackDown!, após um ataque de Kane.

#### La Familia (2007–2009)
No evento pay-per-view de novembro, Survivor Series, Edge interferindo na Hell in a Cell entre Batista e The Undertaker. No SmackDown! seguinte, Edge e a Gerente Geral Vickie Guerrero tornaram seu relacionamento público, anunciando seu retorno ao ringue em uma luta pelo World Heavyweight Championship de Batista em 30 de novembro, luta que terminou com uma interferência de Undertaker. No Armageddon, Edge ganhou o World Heavyweight Championship, após atacar Undertaker com duas cadeiradas e realizar o pinfall em Batista em uma luta Triple Threat. Durante a luta, Edge usou dois sósias para distrair Undertaker e Batista. Mais tarde foi revelado que os sósias eram os irmãos Major, que depois foram renomeados Curt Hawkins e Zack Ryder. Edge também formou uma aliança com Chavo Guerrero, sobrinho de Vickie Guerrero, e na ECW de 22 de janeiro de 2008, ajudou Chavo a ganhar o ECW Championship de CM Punk, mesmo que antes Chavo tenha ficado contra Edge e se aliado a Rey Mysterio, o oponente de Edge no Royal Rumble. O grupo de Edge, Vickie, Chavo, Ryder e Hawkins passou a ser chamado La Familia. No  SmackDown do dia dos namorados, Edge pediu Vickie em casamento.

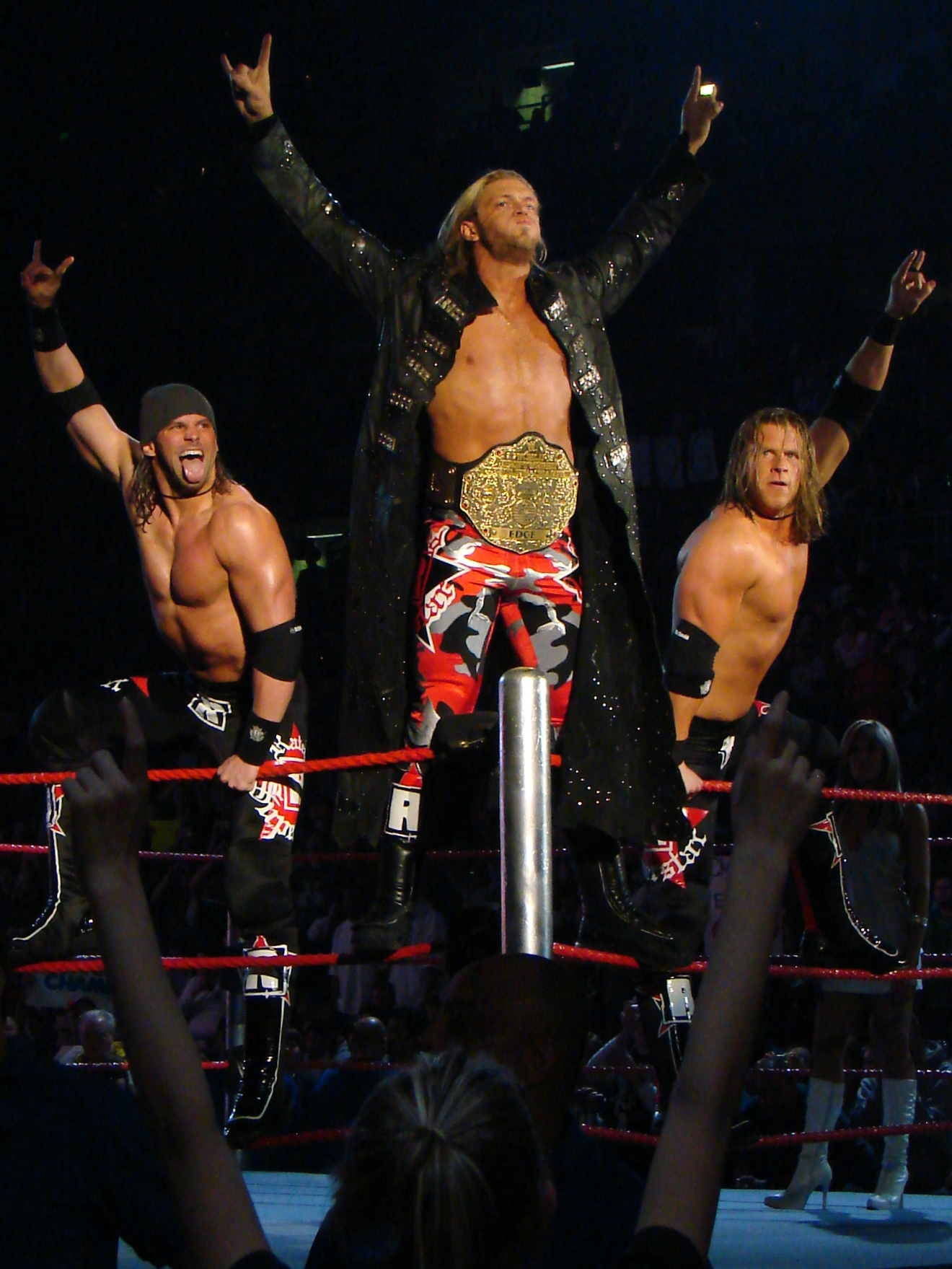
Edge com Curt Hawkins e Zack Ryder.

No WrestleMania XXIV, Edge perdeu o World Heavyweight Championship para The Undertaker. Em uma revanche, The Undertaker derrotou Edge novamente no Backlash. Após o Backlash, Vickie Guerrero tirou o título de The Undertaker, que enfrentou Edge pelo título no Judgment Day em maio e depois no One Night Stand em uma luta TLC em junho. A primeira luta acabou em uma vitória por countout de Undertaker, mas nenhum campeão foi coroado pelo resultado. Na segunda, Edge ganhou o título e Undertaker foi obrigado a, na história, deixar a companhia.
No Raw de 30 de junho de 2008, Edge perdeu o World Championship para CM Punk, após Batista atacá-lo e deixando Punk fazer o cash-in de seu contrato Money in the Bank. Em 4 de julho de 2008, Edge cancelou seu casamento com Vickie. Na semana seguinte, no entanto, Guerrero salvou Edge de um con-chair-to de The Big Show, fazendo Edge decidir reatar o relacionamento. Em 18 de julho, Triple H mostrou um vídeo de Edge traindo Guerrero com a planejadora do casamento, Alicia Fox. A história continuou até o The Great American Bash, quando Fox tentou entregar a Edge o cinturão do WWE Championship para ser usado como arma contra Triple H, mas foi impedida por Vickie. Edge acabou, por acidente, acertando Vickie. A distração permitiu a Triple H aplicar um Pedigree em Edge e reter o título. Edge tentou se desculpar com Guerrero, mas ela recontratou The Undertaker, marcando uma Hell in a Cell entre os dois no SummerSlam. Edge, então, traiu La Familia em 8 de agosto, no SmackDown, fazendo um con-chair-to em Chavo, depois jogando Vickie de sua cadeira-de-rodas. Na semana seguinte, Edge humilhou Vickie, a obrigando a pedir desculpas e a acusando de fazer La Familia sofrer. No SummerSlam, The Undertaker derrotou Edge, e depois da luta, Undertaker aplicou um Chokeslam em Edge do topo de uma escada, quebrando o chão do ring e abrindo um buraco no mesmo, de onde saiu fogo.
Edge fez seu retorno em 23 de novembro de 2008, no Survivor Series, substituindo Jeff Hardy em uma luta Triple Threat pelo WWE Championship envolvendo Vladimir Kozlov e o campeão Triple H. Ele venceu a luta, se tornando WWE Champion pela terceira vez em sua carreira. No mês seguinte, Edge perdeu o título para Hardy no Armageddon em uma luta Triple Threat, também envolvendo Triple H. No Royal Rumble, no entanto, Edge recuperou o título em uma luta sem desqualificações, após interferência de Matt Hardy. No No Way Out, Edge perdeu o título em uma Elimination Chamber após sofrer o pinfall de Jeff Hardy, sendo o primeiro eliminado. Na mesma noite, Edge se infiltrou na Eliminatiom Chamber pelo World Championship após atacar Kofi Kingston, ganhando seu oitavo World Championship, eliminando por último Mysterio e levando o título ao SmackDown. No WrestleMania XXV em abril, Edge perdeu o título para John Cena em uma luta Triple Threat, também envolvendo The Big Show. Três semanas depois ele recuperou o título no Backlash, derrotando Cena em uma luta Last Man Standing, depois de uma interferência de The Big Show. Depois de novamente defender o título contra Hardy no Judgment Day, ele perdeu o mesmo para Jeff no Extreme Rules em uma luta de escadas, terminando novamente seu casamento com Vickie Guerrero.
Em junho, Edge ganhou o Unified WWE Tag Team Championship (a versão unificada do World Tag Team Championship e do WWE Tag Team Championship) com Chris Jericho no The Bash após a dupla entrar em uma luta sem estar anunciados. Em 3 de julho, Edge sofreu uma lesão no Tendão de Aquiles durante uma luta não-televisionada com Jeff Hardy, e teve de fazer cirurgia, que poderia deixá-lo de fora por quase um ano. Durante a ausência de Edge, Jericho o substitui por Big Show e passou a zombar de Edge por sua lesão.

#### Retorno e aposentadoria (2010-2011)

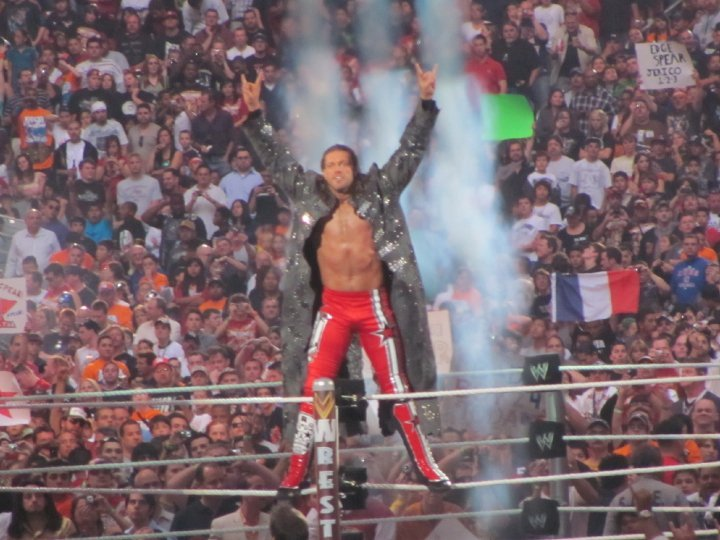
Entrada de Edge no WrestleMania XXVI

No Royal Rumble em 31 de janeiro de 2010, Edge retornou de sua lesão ao entrar na a luta Royal Rumble como o número 29. Ele rapidamente eliminou Jericho e ganhou a luta ao eliminar por último John Cena. Após Jericho ganhar o World Heavyweight Championship de Undertaker durante o Elimination Chamber, Edge o desafiou a uma luta pelo World Heavyweight Championship no Wrestlemania XXVI. No entanto, Edge foi derrotado. No mês seguinte, Edge derrotou Jericho em uma luta Steel Cage no Extreme Rules.
Na noite seguinte, no WWE Draft, Edge foi transferido de volta para o Raw, atacando Randy Orton e fazendo com que ele perdesse uma luta Triple Threat (também envolvendo Batista e Sheamus), o que lhe custou uma chance pelo título de Cena. No SmackDown de 30 de abril, Edge traiu seus fãs, os chamando de marionetes, depois atacando Christian, se tornando um vilão novamente. Edge começou uma rivalidade com seu ex-parceiro de Rated-RKO Randy Orton. Muito do antagonismo veio por Orton se negar a reformar a dupla Rated-RKO com Edge. Os dois se enfrentaram no Over the Limit, em uma luta que acabou com uma double-countout. No Fatal 4-Way, Edge participou de uma luta Fatal Four-Way que incluiu Orton, Sheamus e John Cena pelo WWE Championship, mas Edge não conseguiu ganhar o título.
No mês seguinte, Edge participou da Money in the Bank ladder match do Raw no pay-per-view Money in the Bank, mas não conseguiu a maleta. Edge lutou no SummerSlam em uma luta de eliminação sete-contra-sete contra The Nexus. No episódio 900 do Raw, ele abandonou uma luta de cinco-contra-cinco contra o Nexus, começando uma rivalidade com o Gerente Geral anônimo do Raw, durante a qual o Gerente Geral lhe custou diversas lutas. No Night of Champions, Edge participou de um Six Pack Elimination Challenge pelo WWE Championship de Sheamus, mas novamente falhou ao ganhar o título.
No Hell in a Cell, Edge derrotou Jack Swagger. Na noite seguinte, no Raw, foi anunciado que ele foi transferido para o SmackDown em troca de CM Punk após ter destruído o computador do Gerente Geral, lhe tornando mocinho. Em seu retorno  ao SmackDown, ele derrotou Jack Swagger. No SmackDown de 15 de outubro de 2010, ele derrotou Dolph Ziggler para se tornar parte do time do SmackDown no Bragging Rights. Junto com Rey Mysterio, Edge ganhou a taça.
Logo depois, Edge começou uma rivalidade com Kane pelo World Heavyweight Championship. Ele derrotou Mysterio e Alberto Del Rio para conquistar o direito de enfrentar Kane pelo título no Survivor Series, luta que acabou em um empate. Em 19 de dezembro de 2010, Edge derrotou Kane, Mysterio e Del Rio em uma luta TLC no TLC: Tables, Ladders & Chairs ganhando o World Heavyweight Championship pela sexta vez em sua carreira. Após derrotar Kane em uma luta Last Man Standing, Edge começou uma rivalidade com Ziggler e Vickie Guerrero que foi até depois do Royal Rumble. No episódio 600 do SmackDown em 18 de fevereiro, Guerrero - então Gerente Geral interina - demitiu Edge e deu o título à Ziggler. O Gerente Geral do Smackdown Theodore Long retornou na mesma noite, recontratando Edge, que derrotou Ziggler para reganhar o título pela sétima vez, seu 11° título mundial. Após a luta, Long demitiu Dolph e Vickie. No Elimination Chamber, Edge defendeu seu World Heavyweight Championship em uma Elimination Chamber ao eliminar, por último, Rey Mysterio. Edge e Christian se reuniram contra Alberto Del Rio e seu guarda-costas Brodus Clay. No WrestleMania XXVII, Edge derrotou Del Rio, retendo o título.
No Raw de 11 de abril, Edge anunciou que, devido à lesões, estava se aposentando do wrestling profissional. Na mesma semana, no SmackDown, Edge oficialmente deixou seu World Heavyweight Championship vago. Ele reapareceu, no entanto, no Extreme Rules, durante a luta de escadas entre Christian e Alberto Del Rio pelo título vago, distraindo Del Rio e permitindo que Christian ganhasse o título.

#### Aparições esporádicas e Hall da Fama (2011-2019)
No SummerSlam, Edge foi revelado como o homem que ficaria ao lado de Christian em sua luta pelo World Heavyweight Championship contra Randy Orton. No entanto, antes da luta, Edge disse que discordava das ações do amigo, se recusando a ficar para a luta. Edge retornou no SmackDown de 16 de setembro, confrontando Cody Rhodes e apresentando o Cutting Edge com Randy Orton e Mark Henry.
No Raw de 9 de janeiro de 2012, foi anunciado que Edge seria introduzido ao Hall da Fama da WWE. Ele retornou ao Raw em 23 de abril, confrontando John Cena sobre sua rivalidade com Brock Lesnar. No SmackDown de 21 de setembro, Edge confrontou os Campeões de Duplas da WWE Kane e Daniel Bryan. Durante o segmento, ele abraçou Kane. No Raw de 9 de setembro de 2013, Edge apresentou o Cutting Edge com Daniel Bryan. Após trocar ofensas com Edge, Triple H ordenou que a Shield mostrasse o ataque que fizera a Christian. No SmackDown, Edge distraiu Orton enquanto Bryan pôde lhe aplicar um Yes! Lock.
No Dia 6 de outubro de 2014, Edge e Christian apresentaram o programa "Edge and Christian's SmackDown 15th Anniversary Show That Totally Reeks of Awesomeness" na WWE Network, relembrando alguns dos melhores momentos do Friday Night SmackDown em 15 anos.

#### Retorno ao ringue e busca pelo Campeonato Universal (2020–2022)
No Royal Rumble de 2020 em 26 de janeiro, Edge entrou na luta Royal Rumble masculina no número 21, com a maior reação da multidão no show, competindo em sua primeira luta de wrestling profissional após uma aposentadoria de nove anos. Ele eliminou três participantes, incluindo o ex-companheiro de equipe Randy Orton, antes de ser eliminado por Roman Reigns. Na noite seguinte no Raw, Edge foi atacado por Orton, levando a uma luta Last Man Standing entre eles na segunda noite da WrestleMania 36 em 5 de abril, que Edge venceu. Eles tiveram outra luta no Backlash em 14 de junho, onde Orton saiu vitorioso. Durante a luta, Edge sofreu uma ruptura no tríceps e foi relatado que a lesão o deixaria afastado de quatro a oito meses. Após um hiato de sete meses, Edge retornou no episódio do Raw em 25 de janeiro de 2021, onde declarou que entraria na luta Royal Rumble de 2021, que ele venceu após entrar em primeiro, eliminando Orton por último. Com esta vitória, Edge se tornou o oitavo homem a vencer a luta Royal Rumble duas vezes, o terceiro a vencer entrando como número um e o primeiro a vencer após ser introduzido no Hall da Fama da WWE. Na noite seguinte no Raw, Edge, com a ajuda de Alexa Bliss, derrotou Orton para encerrar a rivalidade.

## Outras mídias
Em 2000, ele fez uma aparição no filme Highlander: Endgame, como "Road Bandit".
Em março de 2002, Copeland com outros lutadores apareceu no programa Weakest Link. Ele foi eliminado na primeira rodada. Em 6 de agosto de 2006, no Mind of Mencia, Copeland apareceu como Edge como comentarista do "The Royal Religious Rumble". Em março de 2007, com Randy Orton, John Cena e Bobby Lashley apareceu no Deal or No Deal. Semanas depois, apareceu no MADtv.
Edge: a Decade of Decadence, um documentário em DVD sobre a vida de Copeland, foi lançado em dezembro de 2008.
Em junho de 2011, Copeland apareceu na série Sancturary,no último episódio da terceira temporada, "Into the Black" como Thelo, um Abnormal.
Copeland aparece regularmente na série Haven, como Dwight Hendrickson.
Ele participou do filme Bending the Rules, com Jamie Kennedy e Jennifer Esposito.

### Filmografia
| Ano  | Título              | Papel                                          | Notas                                   |
| ---- | ------------------- | ---------------------------------------------- | --------------------------------------- |
| 2000 | Highlander: Endgame | Road Bandit                                    |                                         |
| 2002 | Weakest Link        | Edge                                           |                                         |
| 2006 | Mind of Mencia      | Edge                                           | Episódio: Royal Religious Rumble        |
| 2007 | Deal or No Deal     | Edge, com Randy Orton                          |                                         |
| 2007 | MADtv               | Edge                                           |                                         |
| 2011 | Sanctuary           | Thelo                                          | Episódio: Into the Black                |
| 2011 | Haven               | Dwight Hendrickson                             | Papel recorrente. 2ª temporada–presente |
| 2012 | Bending the Rules   | Nick Blades                                    | Papel principal                         |
| 2015 | Interrogation       | Lucas Nolan                                    | Papel principal                         |
| 2015 | The Flash           | Albert Rothstein / Atom Smasher (Esmaga-Átomo) | Papel recorrente                        |

## No wrestling
- Movimentos e finalização

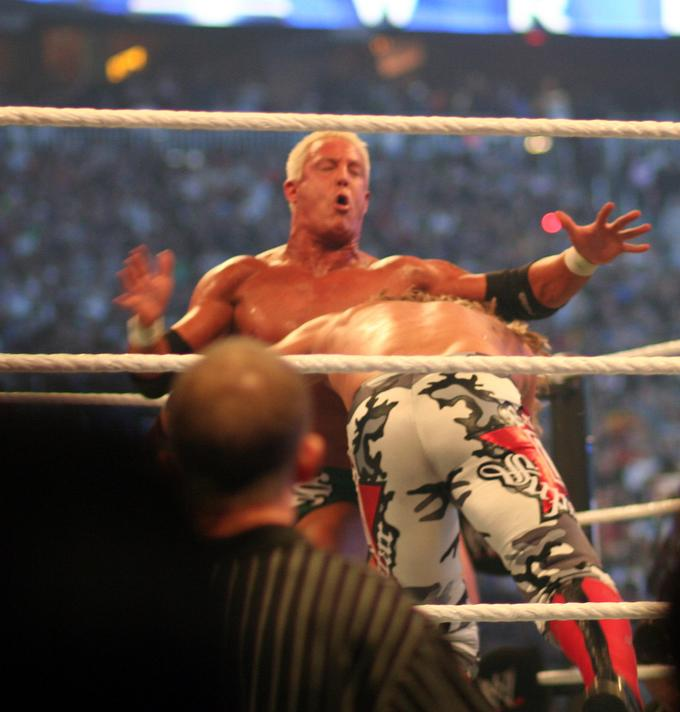
Edge aplicando um spear em Mr. Kennedy

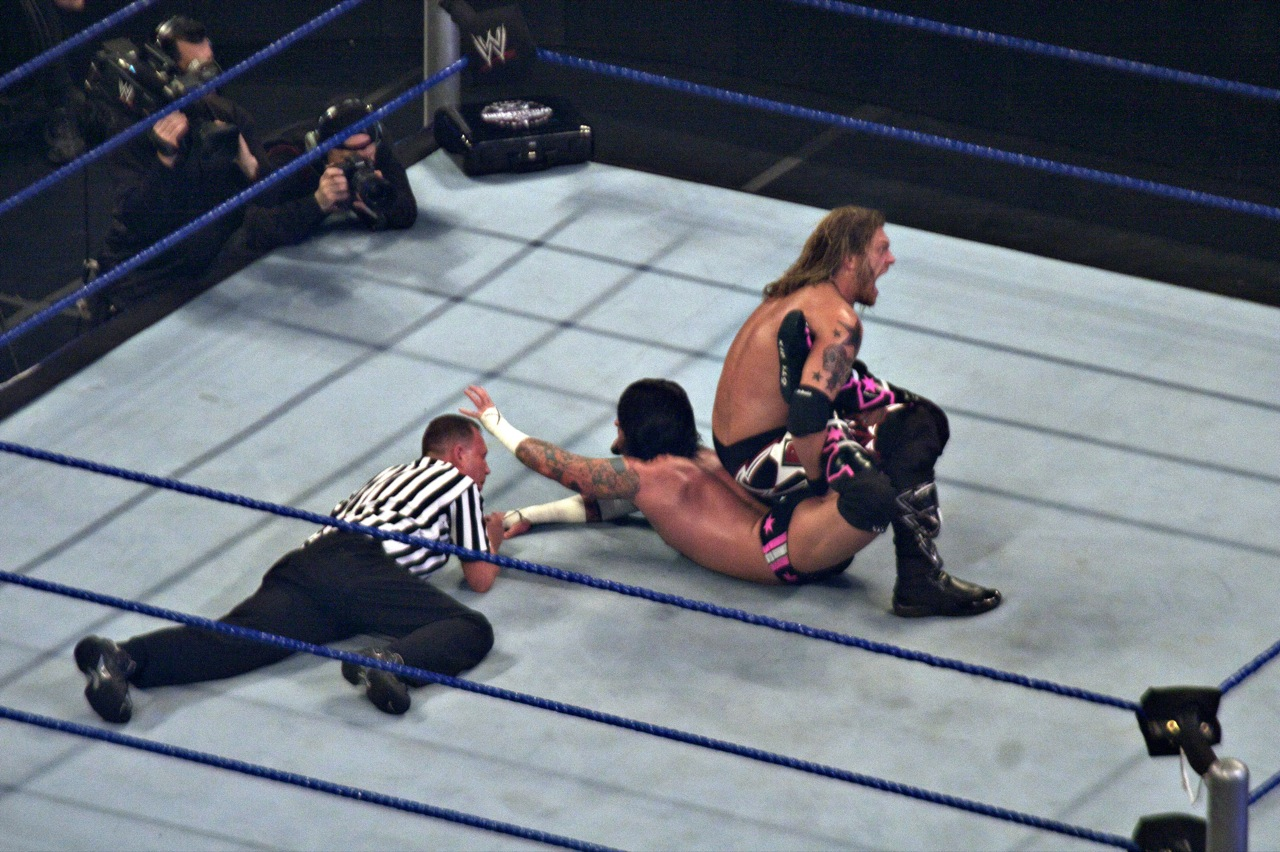
Edge aplicando um Sharpshooter em CM Punk

  - Downward Spiral (Leg hook reverse STO) - 1998-2001
  - Edgecator (Kneeling inverted sharpshooter)[184][185]
  - Edgecution [186] / Impaler DDT [187] (Lifting DDT)[188]
  - One man con–chair–to[189][190] - usado normalmente em lutas hardcore
  - Spear[189]
  - RKO (Jumping Cutter) - usado enquanto membro do Rated-RKO- adotado de Randy Orton
- Movimentos secundários
  - Big boot[191]
  - Camel clutch[192]
  - Diving crossbody[189]
  - Edge–O–Matic (Sitout rear mat slam)[189][184]
  - Electric chair drop[189]
  - Flapjack[185]
  - Flying forearm smash[191]
  - Half nelson bulldog[189]
  - Missile dropkick[189]
  - Northern Lights suplex[193]
  - Russian legsweep[192]
  - Sharpshooter[191]
  - Sitout powerbomb[191]
- Com Rey Mysterio
  - 619[189] (Tiger Feint Kick) de Mysterio seguido por um Spear ou Edgecution de Edge
  - Bombs Away (combinação de Powerbomb de Edge e springboard seated senton de Mysterio)
  - Catapulta de Edge em um diving hurricanrana de Mysterio
  - Missile dropkick duplo
  - Hurricanrana de Mysterio em um spear de Edge

- Managers
  - Gangrel
  - Terri Runnels
  - Lita
  - Vickie Guerrero
- Alcunhas
  - "King Edge the Awesome" ("Rei Edge, o Incrível")
  - "The Rated-R Superstar"[189][140]
  - "The Ultimate Opportunist" ("O Derradeiro Oportunista")[140]
  - "The Master Manipulator" ("O Mestre da Manipulação")[140]
- Temas de entrada
  - "You Think You Know Me" por Jim Johnston (22 de junho de 1998 – julho de 1999)
  - "Blood" por Jim Johnston (enquanto parte do The Brood; 26 de outubro de 1998 – agosto de 1999)
  - "On the Edge" por Jim Johnston (2 de outubro de 1999 – setembro de 2001, 26 de outubro de 2002, 18 de abril de 2004 – 18 de outubro de 2004)
  - "Never Gonna Stop (The Red Red Kroovy) (Black Cat Crossing Mix)" por Rob Zombie (setembro de 2001 – 22 de março de 2004)
  - "Rated RKO" por Jim Johnston (enquanto parte do Rated RKO; 2 de outubro de 2006 – 29 de abril de 2007)
  - One Stay por Linkin Park (14 de novembro de 2004 – 23 de abril de 2012)
  - Metalingus por Alter Bridge (1 de novembro de 2004 – presente)

## Títulos e prêmios
- All Elite Wrestling
  - AEW TNT Championship (2 vezes)[194]
- Insane Championship Wrestling

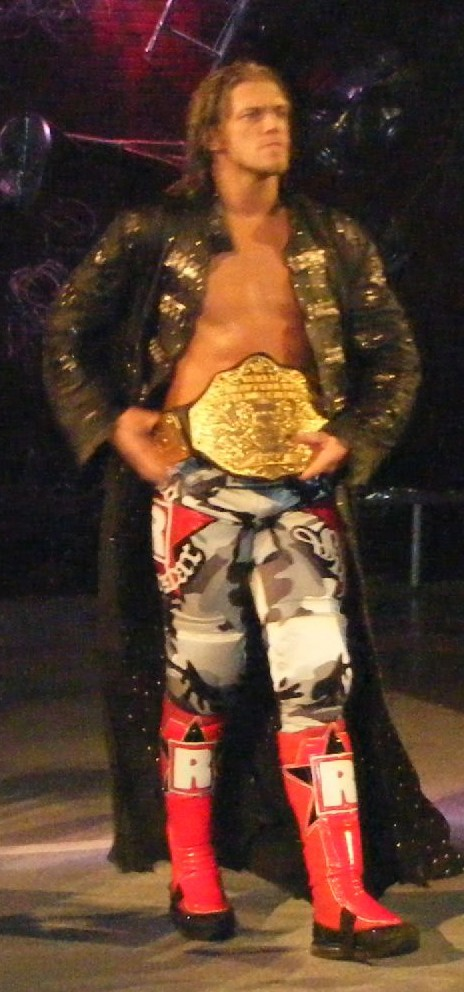
Edge é 7 vezes campeão mundial dos pesos pesados...

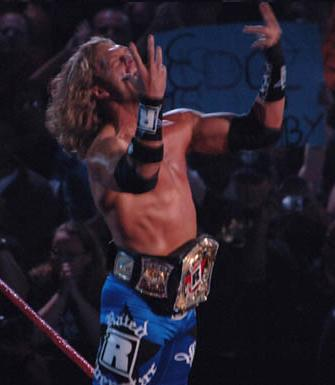
e 4 vezes campeão da WWE.

  - ICW Street Fight Tag Team Championship (2 vezes) – com Christian[3][189]
- New Tokyo Pro Wrestling
  - NTPW Pro Tag Team Championship (1 vez) – com Christian[195]
- Southern States Wrestling
  - SSW Tag Team Championship (19 vezes) – com Christian[3][189]
- World Wrestling Federation / World Wrestling Entertainment / WWE
  - World Heavyweight Championship (7 vezes)[196]
  - WWE Championship (4 vezes)[196]
  - WWF/E World Tag Team Championship (12 vezes)[197]
  - WWE Tag Team Championship (2 vezes)[198]
  - WWF/E Intercontinental Championship (5 vezes)[196]
  - WCW United States Championship (1 vez)1[196]
  - Hall da Fama da WWE (Classe de 2012)
  - 14° Campeão da Tríplice Coroa
  - King of the Ring (2001)[199]
  - Mr. Money in the Bank (2005, 20072)[61][108]
  - Royal Rumble (2010, 2021)
  - sétimo a realizar o Grand Slam
  - Slammy Award por Casal do Ano (2008) – com Vickie Guerrero[200]
  - Slammy Award por "Oh Snap" Meltdown of the Year (2010)[201] Por destruir o computador do Gerente Geral do Raw
- Pro Wrestling Illustrated
  - Luta do Ano (2000) com Christian vs. The Hardy Boyz e The Dudley Boyz em uma luta Triangle Ladder no WrestleMania 2000.
  - Luta do Ano (2001) com Christian vs. The Hardy Boyz e The Dudley Boyz em uma luta Tables, Ladders and Chairs no WrestleMania X-Seven.
  - Melhora do Ano (2001)
  - Retorno do Ano (2004)
  - Rivalidade do Ano (2005) vs. Matt Hardy
  - Rivalidade do Ano (2006) vs. John Cena
  - Lutador Mais Odiado do Ano (2006)
  - SuperStar do ano (2010)
- Wrestling Observer Newsletter
  - Luta do Ano (2002) com Rey Mysterio vs. Kurt Angle e Chris Benoit no No Mercy[202]
  - Dupla do Ano (2000) com Christian[202]
  - Pior Rivalidade do Ano (2010) vs. Kane[202]
  - Pior Luta do Ano (2008) vs. Vladimir Kozlov e Triple H no Survivor Series[202]
  - SuperStar do ano (2010)
- WrestleSlam Awards
  - SuperStar do ano (2010)

1 ↑  Venceu o WCW United States Championship durante a história da Invasion.

2 ↑  Venceu o contrato da Money in the Bank em 2007 ao derrotar o então-Mr. Money in the Bank, Mr. Kennedy, no Raw.

### Luta de Apostas
| Aposta | Vencedor | Perdedor   | Local                | Data               | Notas                             |
| ------ | -------- | ---------- | -------------------- | ------------------ | --------------------------------- |
| Cabelo | Edge     | Kurt Angle | Nashville, Tennessee | 19 de maio de 2002 | Cabelo vs. Cabelo no Judgment Day |